# Герб Одоевского района
Герб муниципального образования Одоевский район Тульской области Российской Федерации.
Герб утверждён Решением районного собрания муниципального образования «Одоевский район» Тульской области от 20 сентября 2001 года № 279.
Герб внесён в Государственный геральдический регистр под регистрационным номером 1088.

## Описание герба
«В червлёном (красном) поле чёрный с золотым клювом и лапами коронованный золотом обернувшийся орёл, держащий в левой лапе длинный (прецессионный) золотой крест в перевязь. Щит имеет золотое о трёх концах титло (турнирный воротник)»— Положение о гербе Одоевского района
Герб Одоевского района, в соответствии с Законом Тульской области от 21 сентября 2000 года № 206-ЗТО «О гербе Тульской области», может воспроизводиться в двух равно допустимых версиях:
 — без вольной части;
 — с вольной частью — четырёхугольником красного цвета, примыкающим изнутри к верхнему краю герба Одоевского района с воспроизведёнными в нем фигурами из герба Тульской области.
Версия герба с вольной частью применяется после внесения герба Тульской области в Государственный геральдический регистр Российской Федерации и соответствующего законодательного закрепления порядка включения в гербы муниципальных образований Тульской области вольной части с изображением герба Тульской области.

## Описание символики
За основу герба муниципального образования «Одоевский район» взят исторический герб уездного города Одоева Тульской губернии Калужского наместничества, Высочайше утверждённый 10 марта 1777 года, подлинное описание которого гласит: «сам гербъ Чернигова ему принадлежитъ, яко уделу старшаго колена сихъ князей, то есть: въ червленомъ полъ, черный, одноглавый орелъ держащий въ правых когтяхъ золотой крестъ, диагонально положенный, съ различиемъ отъ Черниговского герба положениемъ на верху златого титла».
Одоев, центр современного Одоевского района, относится к числу самых древних городов России и известен со второй половины XIV в. Посёлок принадлежал потомкам Михаила Черниговского, затем русскому княжескому роду Одоевских, родоначальник которого — внук М. Черниговского князь Роман Семёнович Новосильский, после разорения города Новосиля перенёс столицу своего княжества в город Одоев и стал первым князем Одоевским.
Главной фигурой герба великого княжества Черниговского являлся одноглавый чёрный орёл, ставший затем и главной фигурой княжеского герба Одоевских, потомков князей черниговских, перешедшего в герб города Одоева.
Коронованный орёл со скипетром символизирует свободу, храбрость, победу, величие, власть, способность преодолевать трудности.
Чёрный цвет — символ благоразумия и мудрости.
Титло (турнирный воротник) — это геральдический различительный знак, означающий отличие младшего от старшего (герб перешёл от старшего княжеского рода).
Золото символизирует богатство, справедливость, уважение, великодушие.
Красный цвет поля — символ тепла, активности, мужества, праздника, красоты.
Таким образом, сохранение исторического герба города Одоева в гербе Одоевского района вполне оправданно и отвечает современным геральдико-правовым требованиям.

## Истории герба
Исторический герб Одоева был Высочайше утверждён 10 (21) марта 1777 года императрицей Екатериной II вместе с другими гербами городов Калужского наместничества (ПСЗ, 1777, Закон № 14596)

Герб Чернигова

Герб Одоева был составлен герольдмейстером князем М. М. Щербатовым, с 1771 по 1777 годы возглавлявший Геральдическую контору. При составлении герба М. М. Щербатов написал: «Понеже град сей прежде принадлежал к областям Черниговским, то и самый герб Чернигова ему принадлежит, яко уделу тогда старшего колена сих князей».
10 сентября 1777 года Одоев стал уездным городом Одоевского уезда Тульского наместничества (с 1796 года — Тульской губернии).
В 1863 году, в период геральдической реформы Кёне, был разработан проект нового герба уездного города Одоева Тульской губернии (официально не утверждён):
В серебряном щите чёрный одноглавый орёл, держащий в правом когте золотой крест, над орлом червлёное титло. В вольной части герб Тульской губернии. Щит увенчан серебряной стенчатой короной и окружён золотыми колосьями, соединёнными Александровской лентой".
В советский период исторический герб Одоева не использовался.
В 1980 году появилась геральдическая эмблема посёлка городского типа Одоева, которая выглядела следующим образом: «в волнисто скошенным справа серебром и зеленью щите на волнистой лазоревой оконечности, обременённой золотым названием города, золотые ворота между зелёными трапециевидными берегами, на которых по зелёной ели».
20 сентября 2001 года районным собранием муниципального образования «Одоевский район» Тульской области было принято решение — «…восстановить употребление исторического герба Одоева, высочайше утверждённого 10 марта 1777 года, в качестве символа муниципального образования „Одоевский район“ Тульской области».
Реконструкция исторического герба Одоева была произведена «Союзом геральдистов России». Авторская группа реконструкции герба: Константин Мочёнов (г. Химки), обоснование символики: Галина Туник (г. Москва), художник: Роберт Маланичев (г. Москва), компьютерный дизайн: Сергей Исаев (г. Москва).